# Maru's Mission
Maru's Mission es un videojuego de Acción fue lanzada en 1991 por Jaleco por el Game Boy original. Fue lanzado en Japón como Oira Jajamaru! Sekai Daibōken (おいらじゃじゃ丸！～世界大冒険～ ¡Soy Jajamaru! La Aventura del Mundo?) en 28 de septiembre de 1990. En 18 de enero de 2012, fue lanzada para la Consola Virutal Japonesa de 3DS y luego en América del Norte en 9 de febrero de 2012.
Es el primer juego de la serie Jajamaru, aparte del Ninja Taro vagamente relacionado, que se lanzará en Norteamérica, hasta el lanzamiento de Ninja JaJaMaru-kun a través de la consola virtual. La banda sonora, así como muchos sprites y algunas escenas de corte de la versión norteamericana son diferentes de las japonesas originales.